# تتسویا اوکوبو
تتسویا اوکوبو (انگلیسی: Tetsuya Ōkubo؛ زادهٔ ۹ مارس ۱۹۸۰) بازیکن فوتبال اهل ژاپن است.
از باشگاه‌هایی که در آن بازی کرده‌است می‌توان به باشگاه فوتبال آویسپا فوکوئوکا، باشگاه فوتبال کاشیوا ریسول، و باشگاه ورزشی توچیگی اشاره کرد.